# Vespa GTS

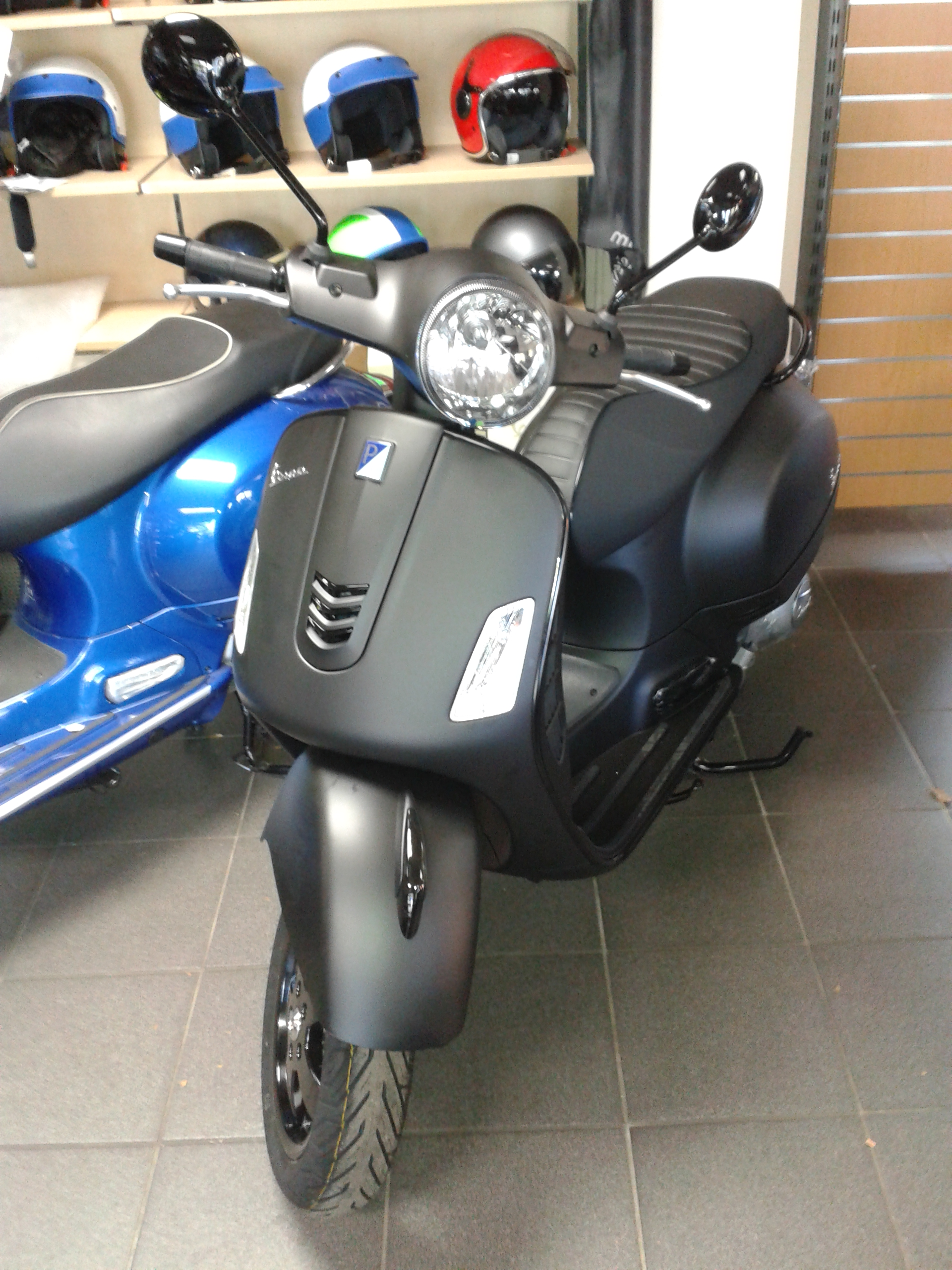
Vespa GTS 300 ABS/ASR Sondermodell „Notte“ aus 2018

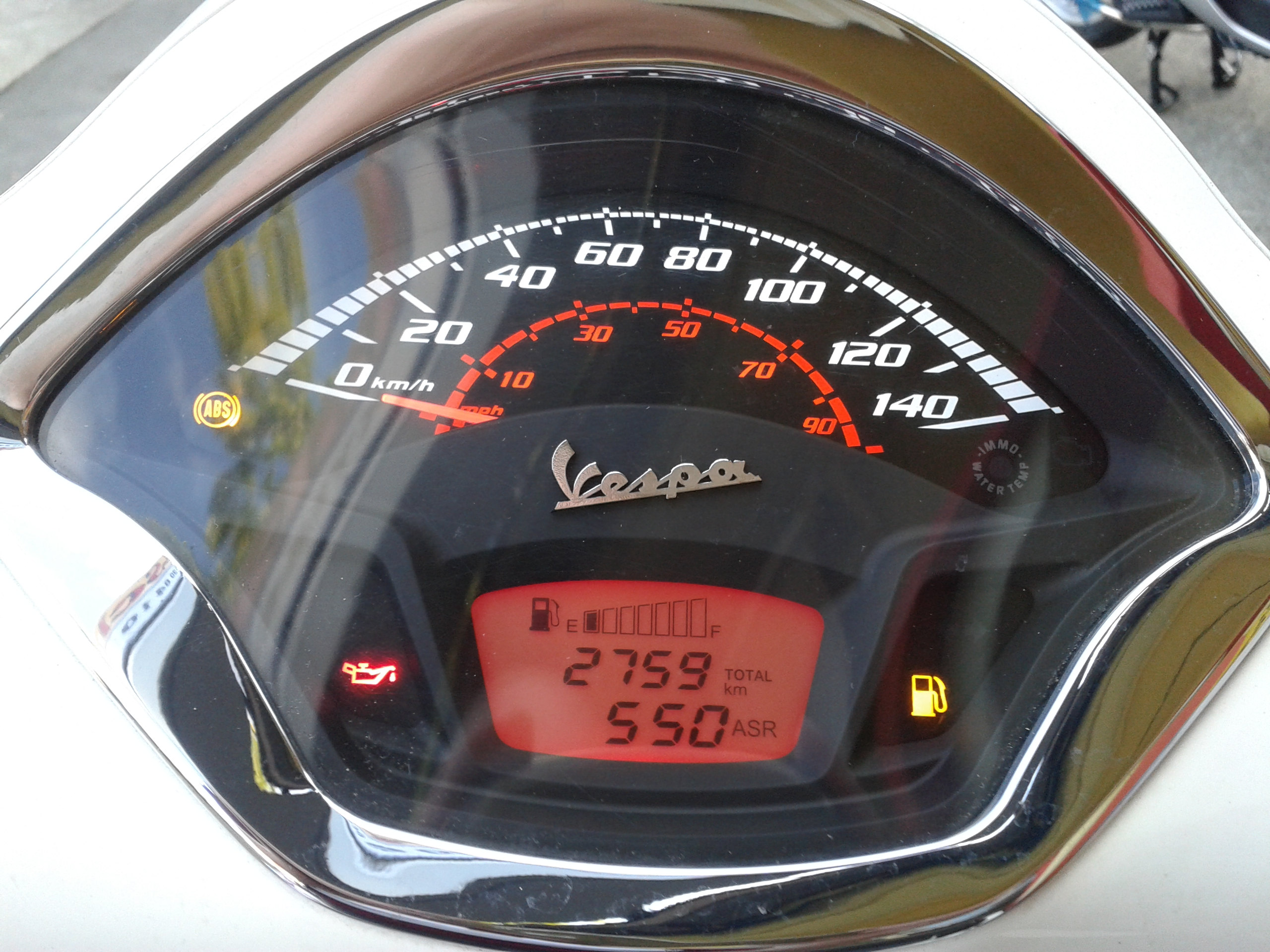
Kombiinstrument einer Vespa GTS 300 ABS Super E4 Modell 2018

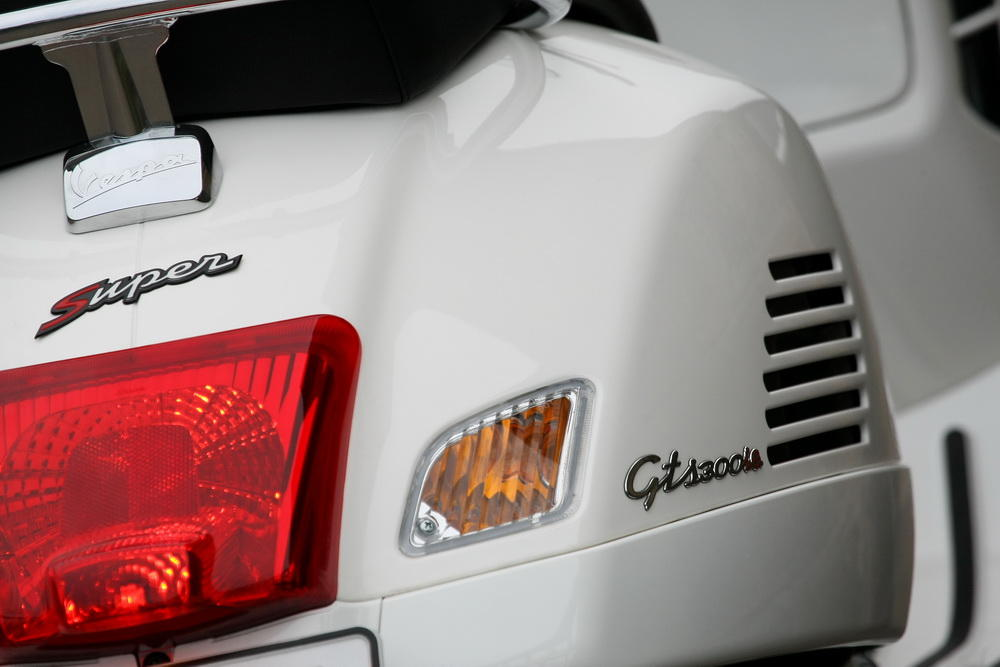
Heck einer Vespa GTS 300 Super

Die Vespa GTS ist ein Motorroller des Herstellers Piaggio, der seine klassische Produktlinie unter dem Markennamen Vespa vertreibt.

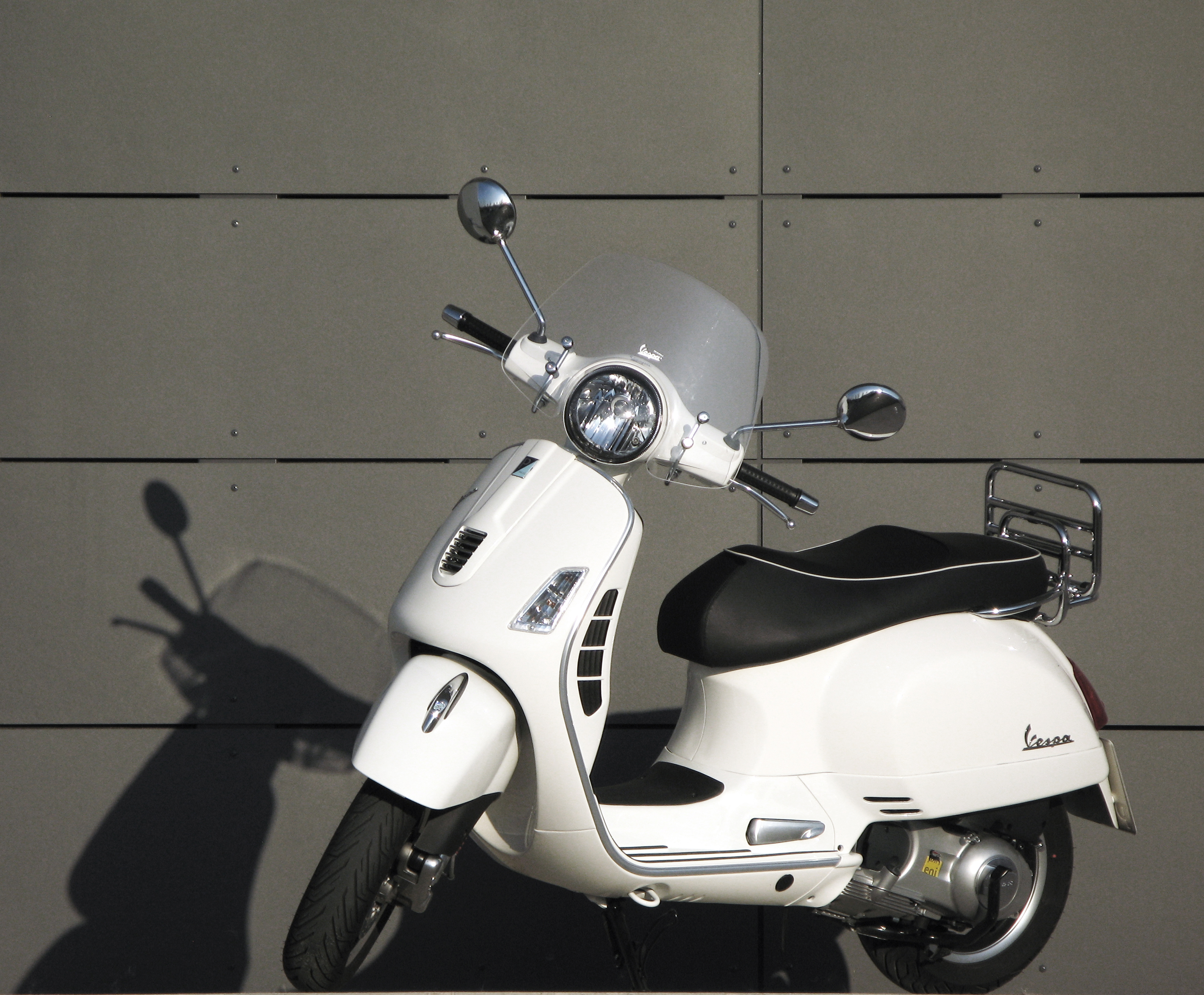
Vespa GTS 300 Super

## Modellgeschichte

### Erste Serie, GT

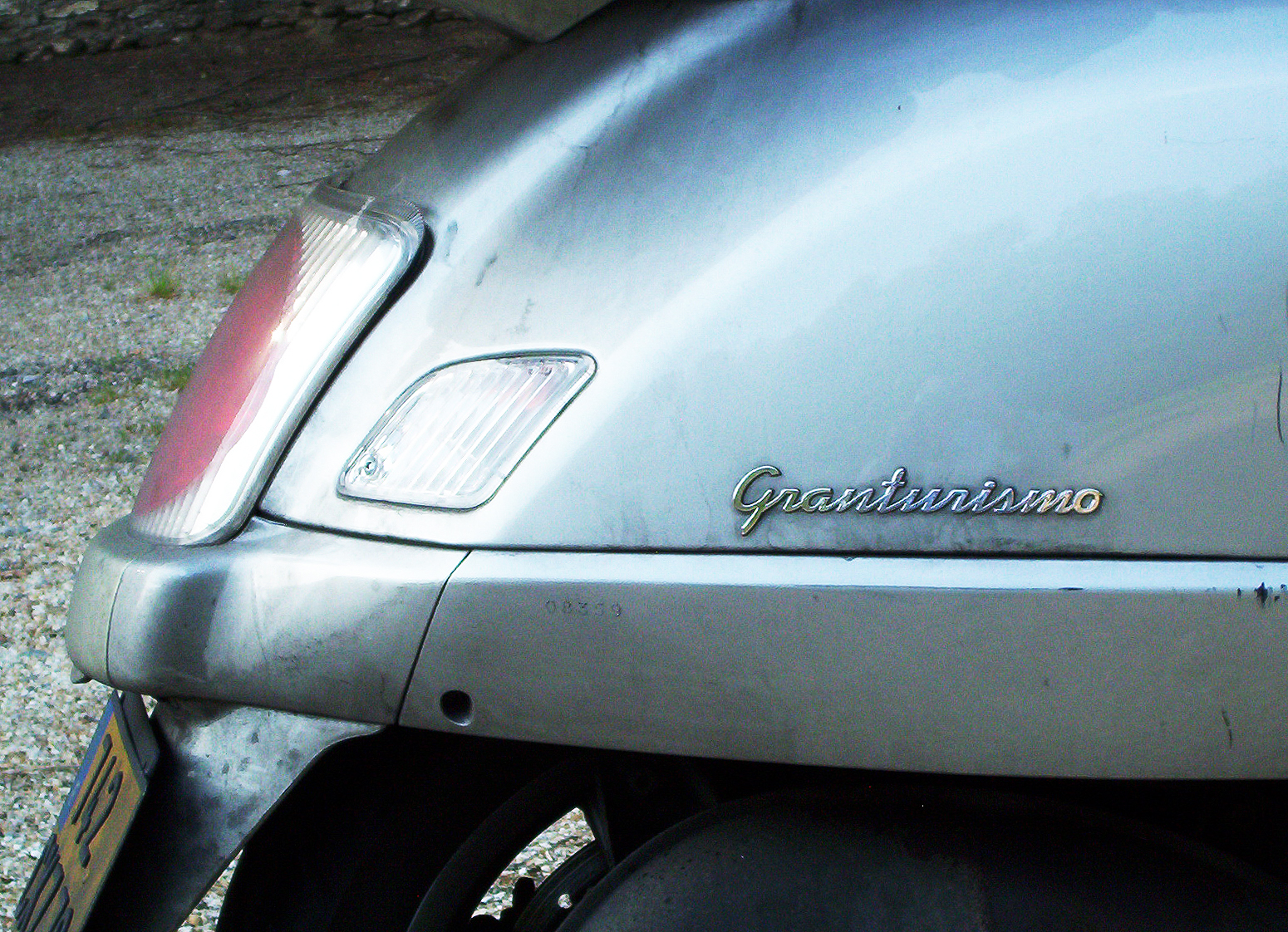
Heck der Vespa GT mit Schriftzug

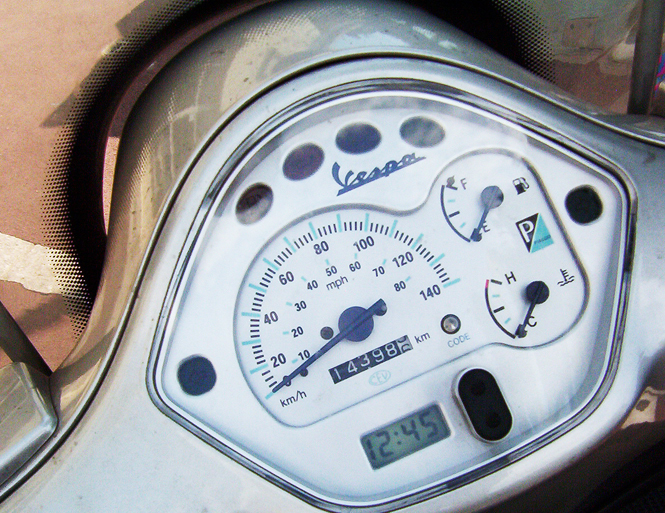
Armaturen einer Vespa GT

Angespornt durch den Erfolg der Vespa ET, brachte Piaggio 2003 die Vespa GT heraus und vollzog damit eine Abkehr von den bisherigen Konstruktionsprinzipien wie luftgekühlten Zweitakt-Motoren, Fußbremse und Schaltgetriebe, die beispielsweise der Vespa PX und der Vespa Cosa ihre Identität verliehen. Neben dem Design erinnerte nur mehr die Karosserie aus Stahlblech an die vergangene Zeit. Zunächst kritisch betrachtet, überzeugten die Fahrzeuge aber durch hohe Alltagstauglichkeit und gute Qualität. Angeboten wurden die Modelle Vespa GT 125 und Vespa GT 200, die auch mit einem angehängten L bezeichnet oder Granturismo genannt wurden und technisch auf moderne Komponenten aus dem Piaggio-Konzern zurückgriffen. Im Jahr 2004 wurde als erste Modellpflegemaßnahme das ringförmige Rücklicht mit einem durchgehend roten ersetzt und die Abgaswerte des Motors durch Maßnahmen im Auspufftrakt verbessert.

### Zweite Serie, GTS (Euro 3)

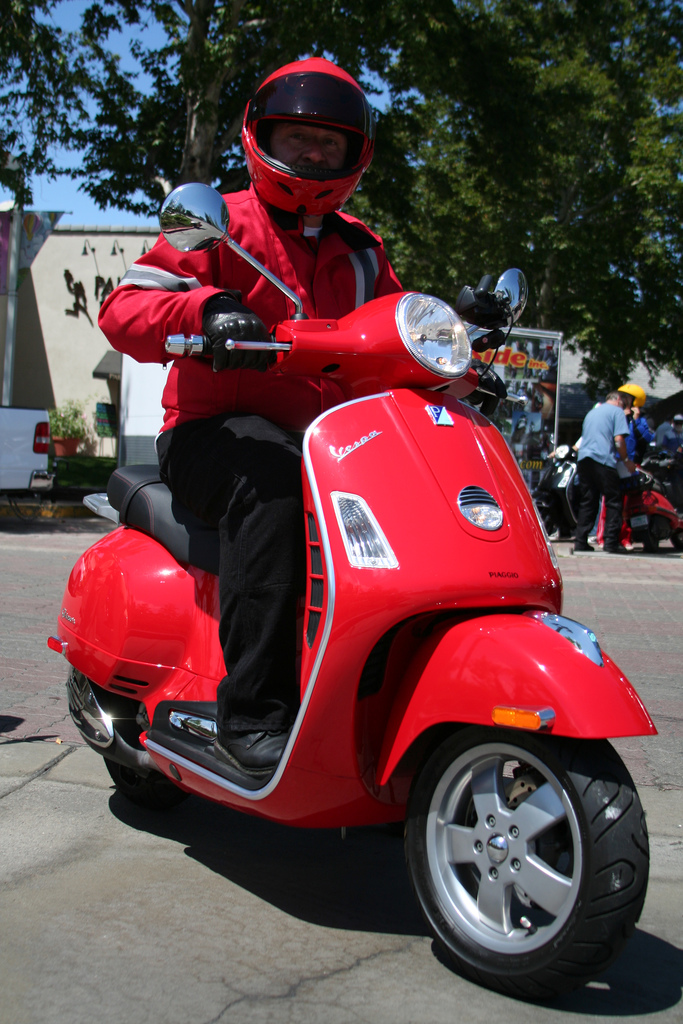
Vespa GTS mit Standlicht in der Kaskade

Mit leicht veränderter Optik und einem 244 cm³ großen Einspritzmotor erschien 2005 die Vespa GTS zunächst als Vespa GTS 250 i.e., die optional auch mit ABS angeboten wurde, und ein Jahr später auch die Vespa GTS 125. Abgesehen von modifizierten Motoren, unterscheidet sich die Vespa GTS von der Vespa GT durch ein zweites, vorne in die Kaskade integriertes Standlicht, einer Finne am vorderen Kotflügel, einem verchromten Gepäckträger, einer ergonomischen Sitzbank, einer sportlicher geformten Kunststoffbeplankung und einem anderen Rücklicht. Die Vespa GTS 250 i.e. hat zusätzlich eine digitale Instrumentenanzeige. 2006 erhielt die Vespa GTS 250 i.e. von der Zeitschrift Motorrad den Titel Bike of the Year in der Kategorie Scooter verliehen.

### Dritte Serie, GTS Super
2008 wurde mit der Vespa GTS 300 i.e. Super ein 278 cm³ großer Motor eingeführt, wobei bei diesen Modellen auch das Erscheinungsbild abgeändert wurde: Felgen schwarz lackiert, Kaskade mit kantigerem Design und ohne Standlicht, abgedunkelter Scheinwerfer, analoge Armaturen, serienmäßig ohne Gepäckträger und die Sitzbank mit einem weißen Keder. Seit 2009 wird dieses Modell auch mit einem 124 cm³ großen Einspritzmotor als Vespa GTS 125 i.e. Super angeboten. Seit 2012 gibt es den 278 cm³ großen Motor auch in der Vespa GTS 300 i.e., die im Design einer Vespa GTS 250 i.e. ähnelt, allerdings mit analogen Instrumenten. Eine Abwandlung sind die seit 2008 vorgestellte Vespa GTS 300 i.e. Super Sport und die im Jahr darauf angebotene Vespa GTS 125 i.e. Super Sport, die sich durch eine matte Lackierung und eine Sportsitzbank vom Grundmodell unterscheiden. Eine weitere Abwandlung stellt die GTS Touring dar, welche eine kurze Scheibe und einen Frontgepäckträger hat und ebenfalls nur mit dem 278 cm³ großen Motor erhältlich ist.

### Vierte Serie, GTS 2014
2014 wurden die Modelle abermals auch in der Form geändert und haben eine modifizierte Vorderachse mit einem geringeren Losbrechmoment, die nun besser Bodenunebenheiten wegbügelt. Weitere Änderungen sind eine neue Instrumenteneinheit, zwei in den Blinkern integrierte Dauerleuchten, ein leicht vergrößertes Helmfach mit einem anderen Sattel und eine USB-Schnittstelle. Die Fahrzeuge gibt es auch in den Varianten GTS, GTS Touring, GTS Super und als GTS Super Sport, wobei der Motor mit 125 cm³ nicht als GTS und GTS Touring erhältlich ist. Zusätzlich ist für viele Modelle auf Wunsch ein ABS sowie ASR erhältlich. In Österreich ist zudem auch der 250-cm³-Motor wieder erhältlich.

### Fünfte Serie (Euro 4)
Seit Herbst 2016 werden neue Motoren eingebaut, die die seit 1. Januar 2017 geltende Euro-4-Abgasnorm erfüllen. Äußerlich ähneln die Modelle weitgehend denen der vorangegangenen Serie, haben aber eine neue Scheinwerferabdeckung. Die 125er Modelle sind mit Start-Stopp-System ausgestattet und in zahlreichen Details verbessert, um den Motorlauf verbrauchs- und damit abgasarm zu gestalten. Zudem wurde wieder die vorherige Variante des Federbeines an der Vorderachse verbaut. Dieses kam bereits bei den Serien bis 2014 zum Einsatz.

### Sechste Serie (ab Modelljahr 2019)
Im Zeitraum der EICMA 2018 wurde bekannt, dass Piaggio für 2019 eine weitere, überarbeitete Version der GTS 300 geplant hat. Erste Exemplare wurden auf der Messe ausgestellt.
Die Vespa GTS wird mit dem neuen 300-HPE-Motor (High Performance Engine) ausgestattet.
Mit ∼ 17 kW (23,8 PS) bei 8250/min ist dies der leistungsstärkste Motor, der bisher in einer serienmäßigen Vespa ab Werk eingebaut wurde. Dies bedeutet eine Steigerung um 12 %. Das maximale Drehmoment von 26 Nm bei 5250/min wurde um 18 % gesteigert. Dies geht mit einer signifikanten Verbrauchsreduzierung einher, wobei der Verbrauch im WMTC-Zyklus von 3,4 l/100 km auf 3,2 l/100 km sinkt (von 29,4 km/l auf 31 km/l).
Die weiteren Änderungen sind unter anderem ein LED-Rücklicht und ein LED-Frontscheinwerfer mit Chromring. Das Design der hinteren Seitenabdeckungen wurde ebenso überarbeitet wie auch die der Spiegel einschließlich deren Verschraubungen und die Form der Lenkerabdeckung. Die Materialauswahl der Sitzbank (je nach Ausstattungsvariante GTS als Basismodell, GTS Touring, GTS Sport, GTS SuperSport, GTS SuperTech) und deren Form wurde ebenso geändert wie auch der Beinschild, die seitlichen Abluftschlitze im Wabendesign sowie die Finne am vorderen Kotflügel. Weiters wurde die Kalotte (bzw. "Krawatte") am Beinschild verlängert. Im Handschuhfach ist ein USB-Anschluss zum Aufladen externer Geräte vorhanden. Über eine Fernbedienung kann die Sitzbank auch ohne Schlüssel entriegelt werden.
Neu erhältlich war ab Mai 2019 eine weitere Variante der GTS als "SuperTech". Diese Version hat ein 4,3-Zoll großes Farb-TFT-Display als Kombiinstrument, wie es bereits bei der Vespa Sprint S, Primavera S und Elettrica verwendet wird. Die "SuperTech" hat zusätzliche Funktionen: Fahrzeugstatus, Fahrparameter und Fahrstatistiken. Über eine eigene Vespa-App am Smartphone kann damit unter anderem ein Navigationssystem bedient werden, wobei die Richtungshinweise als Piktogramme (Pfeile) am Display angezeigt werden. Benachrichtigungen über eingehende Anrufe und Nachrichten können am Bildschirm ebenso angezeigt werden. Das System ermöglicht auch die Anrufverwaltung und die Verwendung von Sprachbefehlen zum Telefonieren oder Musik hören. Diese Funktionen setzen allerdings einen speziellen Helm mit eingebauten Kopfhörern und Bluetooth-Sprechanlage voraus.
Die Vespa GTS SuperTech hat Verzierungen auf der typischen Hupenabdeckung ("Krawatte"), die mit einer speziellen mattschwarzen Oberfläche angeboten wird. Die gelb lackierte vordere Stoßdämpferfeder dient als originelles Element, das im Kontrast zu den beiden verfügbaren Farben Volcano Black und Matter Grey steht. Auch der Sitz ist mit einem „High-Tech“-Finish ausgestattet und hat eine doppelte Polsterung und zweifarbige Naht mit gelben Bereichen. Scheinwerfer und Rücklichter nutzen nun die LED-Technologie, welche bereits letztes Jahr auf der EICMA bei der Primavera ihre Premiere feierte.
Bei den Modellen der Vespa GTS wird sowohl ein Antiblockiersystem für die Bremse als auch eine abschaltbare elektronische Antriebsschlupfregelung (ASR) serienmäßig angeboten.

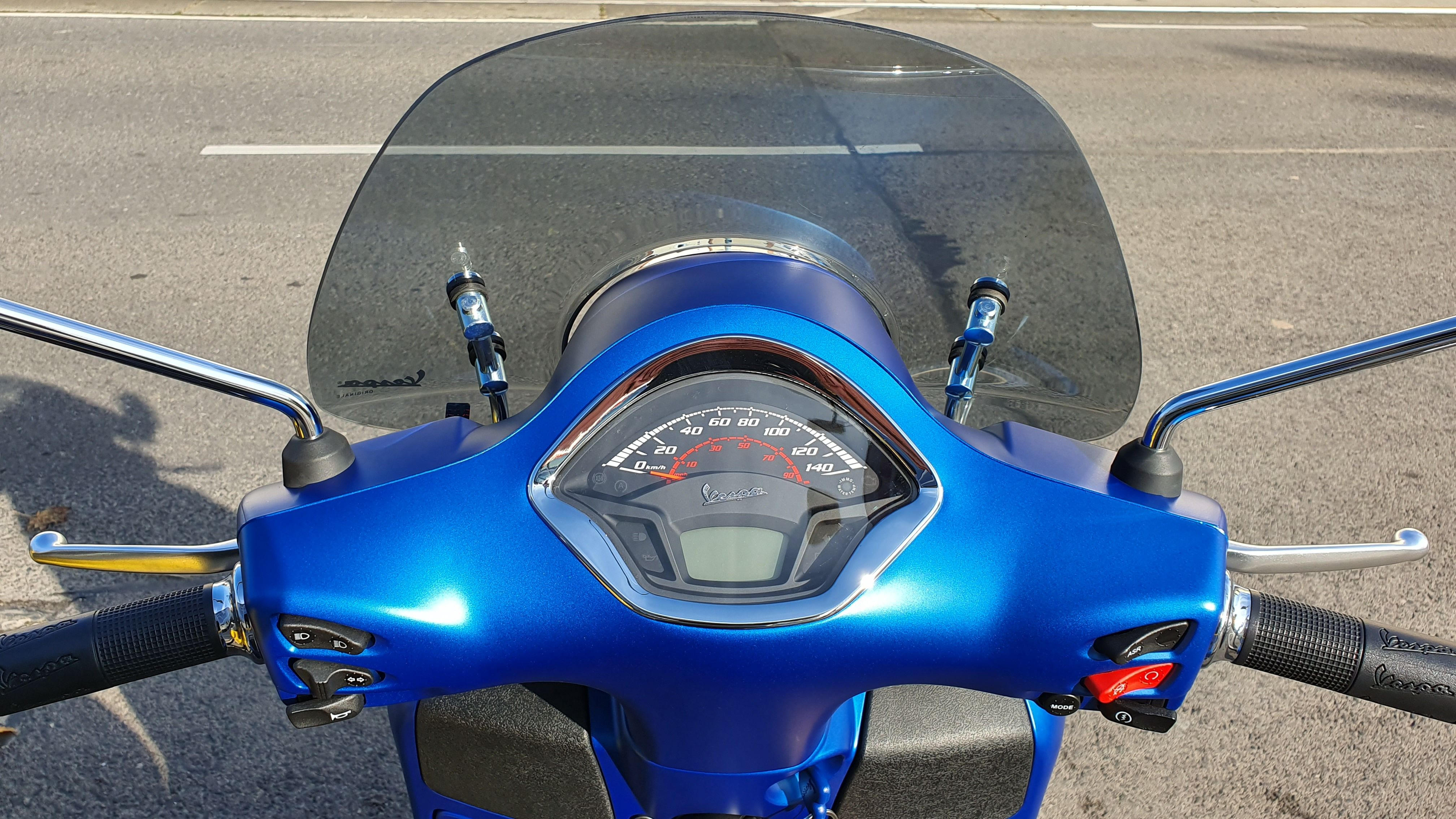
Lenker der Vespa GTS 300 HPE SuperSport 2019 (mit Zusatzausstattung)

## Sondermodelle
Regelmäßig erscheinen Modelle in besonderen Farben und leicht veränderter Ausstattung, jedoch auf der bekannten technischen Basis.

### GTS Super Sport
Die Modelle der Super Sport-Serie haben eine Sportsitzbank und teilweise eine matte Lackierung. Die Fahrzeuge sind als Vespa GTS 125 i.e. (i-get) Super Sport und als Vespa GTS 300 i.e. (HPE) Super Sport erhältlich.

### GTS Touring
Bei diesem Sondermodell handelt es sich um eine Vespa GTS, die mit einer Scheibe, und dem vorderen und hinteren Gepäckträger aufgewertet wurde, die auch als Zubehör erwerbbar sind. Zusätzlich erscheinen alle Modelle in exklusiven Farben wie dolomitgrau oder weinrot. Anfangs nur als Vespa GTS 300 i.e. Touring erhältlich, gibt es ab 2016 auch eine Vespa GTS 125 i.e. Touring.

### Jubiläumsmodell GTV

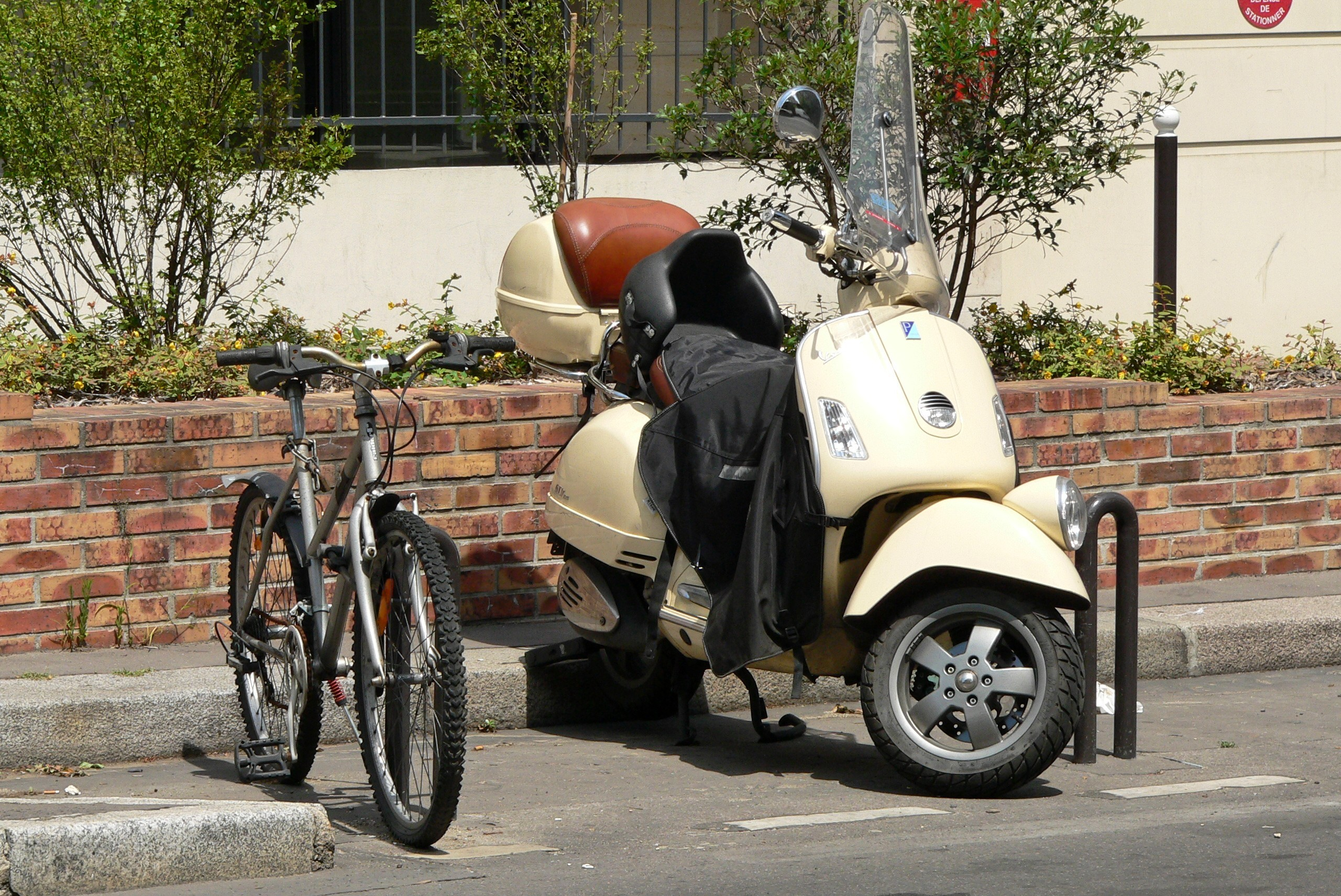
Vespa GTV

Zum 60-jährigen Firmenjubiläum im Jahre 2006 brachte Piaggio die Vespa GTV 250 i.e. heraus, die auf der Vespa GTS 250 i.e. basiert. Wesentliche Unterschiede im Design sind der auf dem Kotflügel montierte Scheinwerfer, wie er seinerzeit bei den ersten Modellen 1946 ausgeführt wurde, sowie die mit zwei separaten, lederbezogenen Sätteln anstatt einer Sitzbank (im Ausland, zum Beispiel in England teils nicht mit Leder bezogen). Später wurden andere Modelle vorgestellt, die in Motorisierung und Technik den jeweiligen GTS-Modellen entsprechen. Auch von der Vespa GTV gibt es Sondermodelle wie die Vespa GTV 300 i.e. Via Montenapoleone oder die Vespa GTV 300 i.e. Vie della Moda.

### Sondermodell GT60
Außer der Vespa GTV gab es zum 60. Jubiläum die Vespa GT60 in einer limitierten Auflage von 999 Stück. Im Aufbau entsprach sie der GTV, hatte jedoch einige abweichende Details: Es gab sie nur in einem uni Grauton (Farbcode 786/A), der dem der ersten Prototypen entsprach. Weiterhin hat die Vespa GT60 eine schwarze Echtleder-Sitzbank und verchromte Räder. Dazu erhielt der Käufer eine Lederbox mit folgendem Inhalt: Nummerierte Plakette mit den Initialen des Käufers zum Anbringen am Roller, eine zusätzliche silberne Plakette, eine spezielle Ausgabe des Buches Vespa, Italian style for the world, einen Schlüsselanhänger aus Leder, einer Dokumententasche aus Leder, einer satinierten Abdeckplane, einer handsignierten Skizze der Vespa GT60 und einen umfangreichen Prospekt. Die Vespa GT60 erschien nie in den offiziellen Preislisten von Piaggio und wurde etwa um 8.000,- Euro angeboten.
Kurios dazu: Fälschlicherweise wird der Farbcode der GT60 manchmal mit 780/A angegeben, da die Roller mit diesem Farbcodeaufkleber ausgeliefert wurden. Hier ist Piaggio offensichtlich ein Fehler unterlaufen. Die Farbe 780/A ist Grigio Avio und war nur für die GTV lieferbar. Im Prospekt zur GT60 wurde die Farbe mit dem Code 725 bezeichnet, im Ersatzteilkatalog wird jedoch die Nr. 786/A angeführt.

### Sondermodell Settantesimo
Zum 70. Geburtstag der Marke Vespa wurde 2016 das Sondermodell Vespa GTS Settantesimo präsentiert, dessen herausragendes Merkmal die türkisblaue Farbe ist. Settantesimo ist italienisch und bedeutet Siebzigster oder Siebziger, was eine in Italien geläufige Abkürzung für den 70. Geburtstag darstellt. Technisch handelt es sich um eine GTS 300 oder um eine GTS 125, die mit Zubehör wie einem Gepäckträger sowie einem Ledersattel mit der eingeprägten Zahl 70 aufgewertet wurde.

### Sondermodell "Sei Giorni"
Alle aktuellen Vespa „Sei-Giorni“-Modelle haben einen Einzylinder-Viertakt-Vierventil-Motor gemäß Euro-3-Norm (ab 2019 mit dem HPE-Motor Euro 4) mit Flüssigkeitskühlung, ein stufenloses Automatikgetriebe mit Drehkraftunterstützung und Fliehkraftkupplung, ein Fahrwerk mit 12-Zoll-Rädern und zwei Scheibenbremsen und damit moderne Technik, dazu eine Stahlblechkarosserie und zitieren die Formensprache der 1950er Jahre, was ihnen einen einzigartigen Charakter verleiht. Diese Version soll an die legendäre „Sei Giorni Internationale di Varese“ erinnern, wo 1951 neun Goldmedaillen gewonnen wurden. Der „Faro Basso“, der Scheinwerfer
auf dem vorderen Schutzblech und der Rohrlenker sind Stilelemente, die ebenso an die historische "Sei Giorni" erinnern soll. Die schwarzen Startnummerntafeln mit der weißen „Sechs“ sind eine Reminiszenz an die erfolgreichen Wettbewerbsmodelle. Die "Sei Giorni" ist unter anderem mit einer Sitzbank im Single-Seat-Look, 2-Kanal-ABS und LED-Tagfahrlicht ausgestattet. Je nach Modelljahr werden diese Sondermodelle mit unterschiedlichen Farben ausgeliefert.

## Motor und Technik
|                              | GT 125 b                                                                                              | GT 125 b                                                                                              | GT 200 b                                                                                              | GT 200 b                                                                                              | GTS 125 GT 125 L c                                                                                    | GTS 125 i. e.                                                                                         | GTS 250 i. e.                                                                                         | GTS 300 i. e.                                                                                         | GTS 300 HPE m                                                                                         |              |
| ---------------------------- | --- | --- | --- | --- | --- | --- | --- | --- | --- | ------------ |
| Bauzeit                      | 1/2003–2005                                                                                           | 2005–2006                                                                                             | 12/2002–2005                                                                                          | 2005–2006                                                                                             | 2006–2012                                                                                             | seit 2009                                                                                             | 2005–2012                                                                                             | 2008–2018                                                                                             | seit 2019                                                                                             |              |
| Präfix der Rahmennummer      | ZAPM31100                                                                                             | ZAPM31101                                                                                             | ZAPM31200                                                                                             | ZAPM31201                                                                                             | ZAPM31300                                                                                             | ZAPM45300                                                                                             | ZAPM45100 ZAPM45101e                                                                                  | ZAPM45200                                                                                             | ZAPMA3600                                                                                             |              |
| Motorbauart                  | L.E.AD.E.R.-Einzylindermotor, 4 Ventile, Vergaser                                                     | L.E.AD.E.R.-Einzylindermotor, 4 Ventile, Vergaser                                                     | L.E.AD.E.R.-Einzylindermotor, 4 Ventile, Vergaser                                                     | L.E.AD.E.R.-Einzylindermotor, 4 Ventile, Vergaser                                                     | L.E.AD.E.R.-Einzylindermotor, 4 Ventile, Vergaser                                                     | QUA.S.A.R.-Einzylindermotor, 4 Ventile, Einspritzung                                                  | QUA.S.A.R.-Einzylindermotor, 4 Ventile, Einspritzung                                                  | QUA.S.A.R.-Einzylindermotor, 4 Ventile, Einspritzung                                                  | HPE-Einzylindermotor, 4 Ventile, Einspritzung                                                         |              |
| Präfix Motornummer           | M311M                                                                                                 | M314M d                                                                                               | M312M                                                                                                 | M313M d                                                                                               | M315M                                                                                                 | M455M                                                                                                 | M451M                                                                                                 | M454M                                                                                                 | MA36M                                                                                                 |              |
| Hubraum                      | 124 cm³                                                                                               | 124 cm³                                                                                               | 198 cm³                                                                                               | 198 cm³                                                                                               | 124 cm³                                                                                               | 124 cm³                                                                                               | 244 cm³                                                                                               | 278 cm³                                                                                               | 278 cm³                                                                                               |              |
| Bohrung × Hub (mm)           | 57,0 × 48,6                                                                                           | 57,0 × 48,6                                                                                           | 72,0 × 48,6                                                                                           | 72,0 × 48,6                                                                                           | 57,0 × 48,6                                                                                           | 57,0 × 48,6                                                                                           | 72,0 × 60,0                                                                                           | 75,0 × 63,0                                                                                           | 75,0 × 63,0                                                                                           |              |
| Verdichtungsverhältnis       | 11,5 – 12,5 : 1                                                                                       | 11,5 – 12,5 : 1                                                                                       | 11,5 – 12,5 : 1                                                                                       | 11,5 – 12,5 : 1                                                                                       | 11,5 – 12,5 : 1                                                                                       | 11,5 – 12,5 : 1                                                                                       | 10,5 – 11,5 : 1                                                                                       | 10,5 – 11,5 : 1                                                                                       | |              |
| max. Leistung (PS) bei 1/min | 11 kW (15 PS) 10000                                                                                   | | 14,7 kW (20 PS) 9000                                                                                  | | 10,5 kW (14,3 PS) 9500                                                                                | 11 kW (14,9 PS) 9750                                                                                  | 15,7 kW (21,5 PS) 8500                                                                                | 15,8 kW (22 PS) 7500                                                                                  | 17,5 kW (23,8 PS) 8250                                                                                |              |
| gemessene Leistung f)        | ca. 11 – 12 PS                                                                                        | ca. 11 – 12 PS                                                                                        | | | ca. 11 – 12 PS                                                                                        | ca. 11 – 12 PS                                                                                        | ca. 16 – 17 PS                                                                                        | ca. 16 – 17 PS                                                                                        | - |              |
| max. Drehmoment bei 1/min    | 11,5 Nm 8500                                                                                          | | 17,5 Nm 6500                                                                                          | 16,5 Nm 6750                                                                                          | 12 Nm 8000                                                                                            | 12 Nm 7500                                                                                            | 20,1 Nm 6500                                                                                          | 22,3 Nm 5000 / 6000                                                                                   | 26 Nm 5250                                                                                            |              |
| Motoröl in Liter             | 1,0 (synth., 5W-40, API SL, ACEA A3, JASO MA)                                                         | 1,0 (synth., 5W-40, API SL, ACEA A3, JASO MA)                                                         | 1,0 (synth., 5W-40, API SL, ACEA A3, JASO MA)                                                         | 1,0 (synth., 5W-40, API SL, ACEA A3, JASO MA)                                                         | 1,0 (synth., 5W-40, API SL, ACEA A3, JASO MA)                                                         | 1,3 (synth., 5W-40, API SL, ACEA A3, JASO MA)                                                         | 1,3 (synth., 5W-40, API SL, ACEA A3, JASO MA)                                                         | 1,3 (synth., 5W-40, API SL, ACEA A3, JASO MA)                                                         | 1,3 (synth., 5W-40, API SL, ACEA A3, JASO MA)                                                         |              |
| Getriebe                     | automatisches stufenloses Getriebe mit Keilriemen und Fliehkraftkupplung. Zahnrad-Reduktionsgetriebe. | automatisches stufenloses Getriebe mit Keilriemen und Fliehkraftkupplung. Zahnrad-Reduktionsgetriebe. | automatisches stufenloses Getriebe mit Keilriemen und Fliehkraftkupplung. Zahnrad-Reduktionsgetriebe. | automatisches stufenloses Getriebe mit Keilriemen und Fliehkraftkupplung. Zahnrad-Reduktionsgetriebe. | automatisches stufenloses Getriebe mit Keilriemen und Fliehkraftkupplung. Zahnrad-Reduktionsgetriebe. | automatisches stufenloses Getriebe mit Keilriemen und Fliehkraftkupplung. Zahnrad-Reduktionsgetriebe. | automatisches stufenloses Getriebe mit Keilriemen und Fliehkraftkupplung. Zahnrad-Reduktionsgetriebe. | automatisches stufenloses Getriebe mit Keilriemen und Fliehkraftkupplung. Zahnrad-Reduktionsgetriebe. | automatisches stufenloses Getriebe mit Keilriemen und Fliehkraftkupplung. Zahnrad-Reduktionsgetriebe. |              |
| Rollenformat u. -gewicht     | 19x17 – 7,3 g                                                                                         | 19x17 – 7,3 g                                                                                         | 20,6x17 – 10,7 g                                                                                      | 20,6x17 – 10,7 g                                                                                      | 19x17 – 7,3 g                                                                                         | 19x17 – 7,3 g                                                                                         | 20,6x17 – 11,2 g                                                                                      | 20,6x17 – 13,9 g                                                                                      | |              |
| Farbe der Variorollen        | rot                                                                                                   | rot                                                                                                   | blau                                                                                                  | blau                                                                                                  | rot                                                                                                   | rot                                                                                                   | grün                                                                                                  | schwarz                                                                                               | |              |
| Maße des Varioriemens        | 814 × 22,5 mm                                                                                         | 814 × 22,5 mm                                                                                         | 826 × 20,5 mm                                                                                         | 826 × 20,5 mm                                                                                         | 814 × 22,5 mm                                                                                         | 814 × 22,5 mm                                                                                         | 835 × 21,3 mm                                                                                         | 835 × 21,3 mm                                                                                         | |              |
| Übersetzung von - bis        | 1:29,26 – 1:8,78                                                                                      | 1:29,26 – 1:8,78                                                                                      | | | 1:29,26 – 1:8,78                                                                                      | 1:30,74 – 1:9,22                                                                                      | | | |              |
| Spreizung des Getriebes      | 3,34                                                                                                  | 3,34                                                                                                  | 2,95                                                                                                  | 2,95                                                                                                  | 3,34 (1:2,7 – 1:0,81)                                                                                 | 3,34 (1:2,7 – 1:0,81)                                                                                 | 2,82 (1:2,3 – 1:0,815)                                                                                | 2,82 (1:2,3 – 1:0,815)                                                                                | |              |
| Reduktion im Getriebe        | 10,83 : 1                                                                                             | 10,83 : 1                                                                                             | 8,38 : 1                                                                                              | 8,38 : 1                                                                                              | 10,83 : 1                                                                                             | 11,38 : 1                                                                                             | 7,82 : 1                                                                                              | 7,65 : 1                                                                                              | |              |
| prim. und sek. Zähne         | 15/46 + 15/53                                                                                         | 15/46 + 15/53                                                                                         | 15/46 + 15/41                                                                                         | 15/46 + 15/41                                                                                         | 15/46 + 15/53                                                                                         | 14/50 + 16/51                                                                                         | 14/50 + 21/46                                                                                         | 14/50 + 21/45                                                                                         | |              |
| Hinterradgetriebeöl          | 150 cm³ (SAE 80W/90, besser als API GL3)                                                              | 150 cm³ (SAE 80W/90, besser als API GL3)                                                              | 150 cm³ (SAE 80W/90, besser als API GL3)                                                              | 150 cm³ (SAE 80W/90, besser als API GL3)                                                              | 150 cm³ (SAE 80W/90, besser als API GL3)                                                              | 250 cm³ (SAE 80W/90, besser als API GL3)                                                              | 250 cm³ (SAE 80W/90, besser als API GL3)                                                              | 250 cm³ (SAE 80W/90, besser als API GL3)                                                              | |              |
| 1/min bei 100 km/h g         | 9560/min                                                                                              | 9560/min                                                                                              | 7395/min                                                                                              | 7395/min                                                                                              | 9560/min                                                                                              | 10045/min                                                                                             | 6945/min                                                                                              | 6795/min                                                                                              | |              |
| Rollen, Dr. Pulley           | 19x17 – 6,5 g                                                                                         | 19x17 – 6,5 g                                                                                         | 21x17 – 9 g                                                                                           | 21x17 – 9 g                                                                                           | 19x17 – 6,5 g                                                                                         | 19x17 – 6,5 g                                                                                         | 21x17 – 10g h                                                                                         | 21x17 – 12g h                                                                                         | |              |
| Rollen, Malossi Multivar     | 20x17 – 9,5 g                                                                                         | 20x17 – 9,5 g                                                                                         | 20x17 – 13 g                                                                                          | 20x17 – 13 g                                                                                          | 20x17 – 9,5 g                                                                                         | 20x17 – 9,5 g                                                                                         | 20x17 – 14 g                                                                                          | 20x17 – 15 g                                                                                          | |              |
| Rollen, Polini 9 Rollen      | 20x12 – 5,5 g                                                                                         | 20x12 – 5,5 g                                                                                         | 20x12 –                                                                                               | 20x12 –                                                                                               | 20x12 – 5,5 g                                                                                         | 20x12 – 5,5 g                                                                                         | 20x12 –                                                                                               | 20x12 – 9,2 g                                                                                         | |              |
| Höchstgeschwindigkeit i)     | 103 km/h                                                                                              | 101 km/h                                                                                              | 118 km/h                                                                                              | 115 km/h                                                                                              | 101 km/h                                                                                              | 103 km/h                                                                                              | 118 km/h                                                                                              | 118 km/h                                                                                              | 120 km/h                                                                                              |              |
| dabei am Tacho j)            | ca. 115 km/h                                                                                          | ca. 115 km/h                                                                                          | ca. 125 km/h                                                                                          | ca. 125 km/h                                                                                          | ca. 115 km/h                                                                                          | ca. 115 km/h                                                                                          | ca. 130 km/h                                                                                          | ca. 130 km/h                                                                                          | ca. 132 km/h                                                                                          | ca. 132 km/h |
| Beschl. von 0–50 km/h i)     | 4,8 s                                                                                                 | | 3,6 s                                                                                                 | | ca. 5 s                                                                                               | 5,0 s                                                                                                 | 3,4 s                                                                                                 | 3,3 s                                                                                                 | |              |
| Beschl. von 0–80 km/h i)     | 13,0 s                                                                                                | | 8,2 s                                                                                                 | | ca. 14 s                                                                                              | 14,3 s                                                                                                | 8,4 s                                                                                                 | 8,0 s                                                                                                 | |              |
| Beschl. von 0–100 km/h i)    | 30,2 s                                                                                                | | 14,1 s                                                                                                | | ca. 40 s                                                                                              | 40,8 s                                                                                                | 14,2 s                                                                                                | 14,0 s                                                                                                | |              |
| Verbrauch in l/100 i) k)     | 3,3 – 4,6                                                                                             | | 3,2 – 4,6                                                                                             | | 3,1 – 4,4                                                                                             | 3,0 – 4,2                                                                                             | 3,2 – 4,1                                                                                             | 3,1 – 3,9                                                                                             | 3,2 – 3,3                                                                                             |              |
| Bereifung                    | vorne: 120/70–12 51P; hinten: 130/70–12 62P; schlauchlos.                                             | vorne: 120/70–12 51P; hinten: 130/70–12 62P; schlauchlos.                                             | vorne: 120/70–12 51P; hinten: 130/70–12 62P; schlauchlos.                                             | vorne: 120/70–12 51P; hinten: 130/70–12 62P; schlauchlos.                                             | vorne: 120/70–12 51P; hinten: 130/70–12 62P; schlauchlos.                                             | vorne: 120/70–12 51P; hinten: 130/70–12 62P; schlauchlos.                                             | vorne: 120/70–12 51P; hinten: 130/70–12 62P; schlauchlos.                                             | vorne: 120/70–12 51P; hinten: 130/70–12 62P; schlauchlos.                                             | vorne: 120/70–12 51P; hinten: 130/70–12 62P; schlauchlos.                                             |              |
| Eigengewicht (trocken)       | | | | | 145 kg                                                                                                | 151 kg                                                                                                | | 153 kg                                                                                                | |              |
| Eigengewicht (fahrfertig)    | | | 146 kg                                                                                                | | 154 kg                                                                                                | 158 kg                                                                                                | | 163 kg                                                                                                | 160 kg                                                                                                |              |
| Tankinhalt                   | 10,1 l                                                                                                | 10,1 l                                                                                                | 10,1 l                                                                                                | 10,1 l                                                                                                | 10,1 l                                                                                                | 9,2 l                                                                                                 | 9,2 l                                                                                                 | 9,2 l                                                                                                 | 8,5 l                                                                                                 |              |
| Abgasnorm                    | Euro 2                                                                                                | Euro 2                                                                                                | Euro 2                                                                                                | Euro 2                                                                                                | Euro 3                                                                                                | Euro 3                                                                                                | Euro 3                                                                                                | Euro 3                                                                                                | Euro 4 (kompatibel zu Euro 5)                                                                         |              |
| Serviceintervalle l          | 6000 km                                                                                               | 6000 km                                                                                               | 6000 km                                                                                               | 6000 km                                                                                               | 6000 km                                                                                               | 10000 (5000) km                                                                                       | 10000 (5000) km                                                                                       | 10000 (5000) km                                                                                       | 10000 (5000) km                                                                                       |              |

  a Die Werte entstammen den Handbüchern, der Webseite engines.piaggio.com sowie der Zeitschrift SCOOTER&Sport scooterundsport.de

  b Diese Modelle werden auch als GT 125 L bzw. GT 200 L oder auch als Granturismo bezeichnet.

  c Bis Anfang 2007 wurde der neue Motor M315M in der Karosserie der GT 125 L verbaut.

  d Ab 2006 wurden Motorvarianten mit verbessertem Abgasverhalten und dadurch etwas schlechteren Leistungswerten verbaut.

  e An dieser Rahmennummer sind die bis 2009 gebauten Modelle mit ABS erkennbar.

  f Diese am Prüfstand ermittelten Werte berücksichtigen den Verlust durch Nebenaggregate (Lichtmaschine, Wasserpumpe…) und des Getriebes.

  g Annahmen: Variorollen ganz außen, Abrollumfang des Hinterreifens: 153 cm

  h Diese Variorollen nutzen die Toleranzen derart stark aus, dass der Riemen an der Ölwannendichtung schleift und diese überhitzen kann.

  i Kann je nach Gewicht des Fahrers, der Fahrweise und abhängig von den vorgenommenen Umbauten variieren.

  j Diese Werte ergeben sich durch die Voreilung des Tachometers.

  k kombinierter Verbrauch, Benzin bleifrei, 95 Oktan (Eurosuper).

  l Bei den Kilometerständen in Klammern ist seitens der Werkstatt meist nur ein Auffüllen des Motoröles erforderlich.

  m Angaben beruhen alle auf den bisher veröffentlichten Vorankündigungen des Herstellers.

## Abmessungen
- Länge: 1.940 mm
- Breite: 755 mm
- Höhe (mit Spiegel): 1740 mm
- Höhe (ohne Spiegel): 1170 mm
- Radstand: 1.395 mm
- Sitzhöhe: 790 mm
- Eigengewicht: 150 kg ±10 kg
- zulässiges Gesamtgewicht: 340 kg

## Farben
Neben Grundfarben, die meist mehrere Modelljahre überdauern, erscheinen immer wieder Fahrzeuge in Sonderfarben, die nur eine oder zwei Saisons erhältlich sind. Ausstattungsversionen wie die SuperSport oder Sondermodelle im Stile der GTV ("Sei Giorni") erscheinen ebenfalls in anderen Farben, wobei es hier ebenso Farben gibt, die über mehrere Jahre angeboten werden, und Farben, die nur eine Saison lang angeboten werden.

## Verbreitung
Besonders verbreitet ist die Vespa GTS in Deutschland und Österreich, wo sie jährlich die Zulassungsstatistiken anführt. Im Jahr 2015 wurden in Deutschland 3.455 Vespa GTS 300 und 889 Vespa GTS 125 neu zugelassen, womit die Vespa GTS der mit Abstand meistverkaufte Motorroller ist. In Österreich sind rund 40 % aller neu zugelassenen Motorroller eine Vespa.
In anderen europäischen Ländern mit einem hohen Anteil an Motorrollern am Fahrzeugbestand, etwa in Italien, Spanien oder Frankreich, spielt die Vespa GTS nur eine untergeordnete Rolle. Marktführer sind dort kräftigere oder günstigere Motorroller.

## Preisgestaltung
| Land         | GTS 125 i. e. Super | GTS 300 i. e. Super Sport |
| ------------ | ------------------- | ------------------------- |
| Deutschland  | 4.550,-             | 5.590,-                   |
| Österreich 3 | 5.300,-             | 6.500,-                   |
| Schweiz      | 4.669,-             | 5.734,-                   |
| Frankreich   | 4.499,-             | 4.999,-                   |
| Italien      | 4.800,-             | 5.430,-                   |
| Portugal     | 4.680,-             | 5.444,-                   |
| Spanien      | 4.148,-             | 5.161,-                   |

  1 laut offizieller Webseite, abgerufen am 14. Feb. 2014

  2 in Euro (1 EUR = 1,22 CHF - Kurs vom 14. Feb. 2014)

  3 In Österreich gibt es sogenannte Aktionspreise
Während in Italien, Spanien oder Frankreich die Vespa GTS preislich eher mit Alltagsfahrzeugen aus Japan, Taiwan oder Südkorea konkurriert, gelten im deutschsprachigen Raum Vespas oft als Ausdruck eines Lebensstils und unterliegen einer anderen Preisgestaltung, besonders in Österreich sind die Listenpreise hoch. Diesen Umstand machen sich einige Händler zunutze, indem sie Fahrzeuge aus Südeuropa zu günstigen Konditionen erwerben und in den deutschsprachigen Raum importieren, um dann diesen Preisvorteil an ihre Kunden weiterzugeben. Derart importierte Fahrzeuge kommen ebenfalls in den Genuss der Modalitäten des Europäischen Garantieprogramms von Piaggio & C. S.p.A., die in allen europäischen Ländern mit einem Piaggio-Vertriebs- und Kundendienstnetz gelten, sofern das Modell im Zielland auch offiziell verfügbar ist. Das Fahrzeug muss dafür aber in das Fahrzeugregister des jeweiligen Landes aufgenommen werden. Andererseits sind bei offiziell importierten Fahrzeugen größere Rabatte erzielbar.

## Wertverlust
Da eine Vespa GTS ihren Wert gut erhält, liegen auch die Preise von gebrauchten Fahrzeugen prozentual höher als bei vergleichbaren Fahrzeugen aus Japan, Taiwan oder Südkorea.

## Rostanfälligkeit

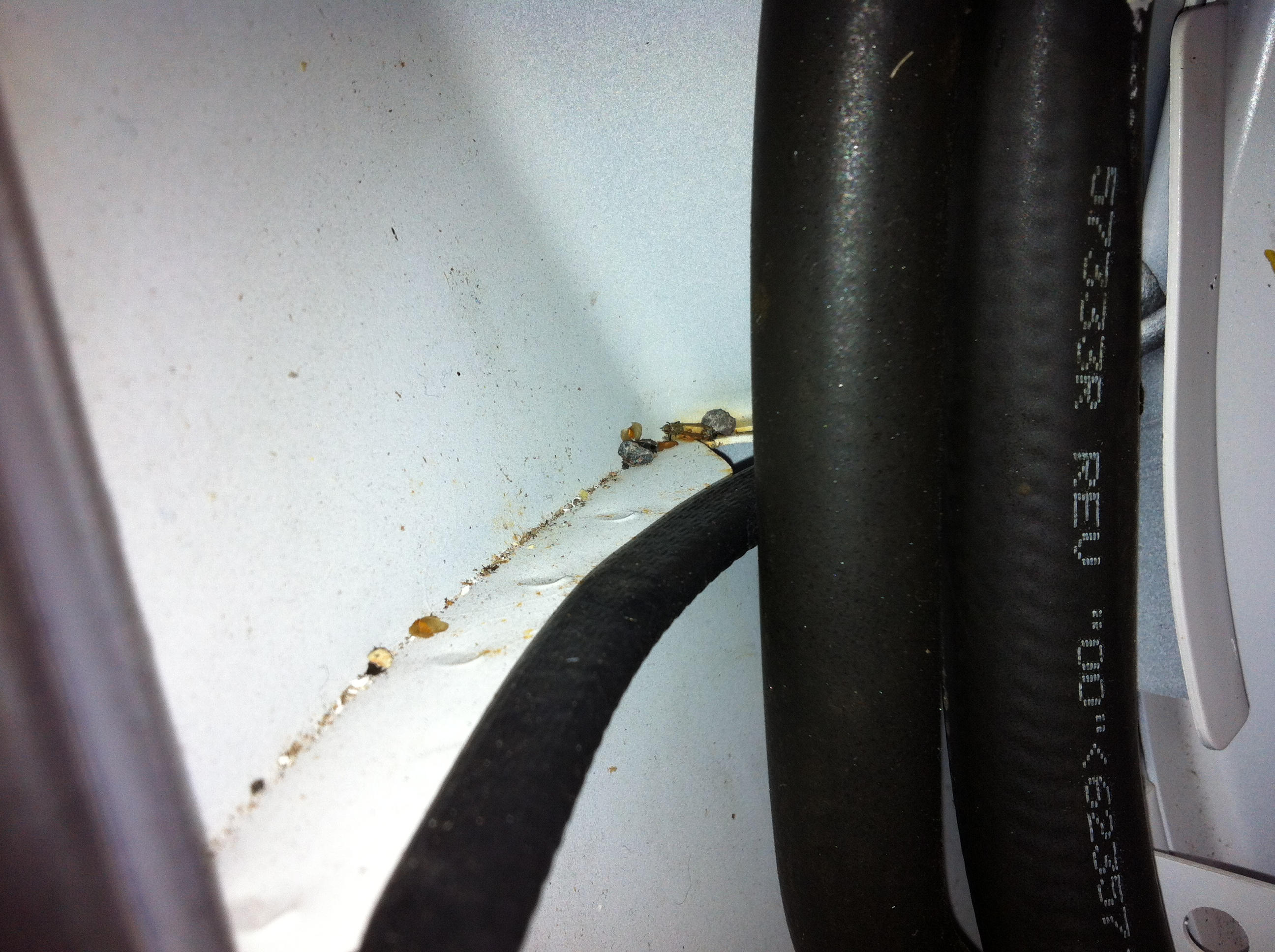
Roststellen unter dem Trittbrett

Für den Unterboden der Vespa GTS werden Lacke mit geringer Lackschichtstärke verwendet und vor der Lackierung wird keine sorgfältige Hohlraumabdichtung durchgeführt. Folge ist manchmal eine erhöhte Rostanfälligkeit, die zu sichtbaren Schäden führen kann – besonders betroffen sollen Fahrzeuge ab Baujahr 2008 sein. Erst mit einer hochmodernen Lackierstraße, die 2017 im Piaggio-Werk in Pontedera in Betrieb genommen wurde, wurde hier eine deutliche Verbesserung erreicht.

## Kritik
Das Fahrwerk ist komfortabel ausgelegt, kommt jedoch aufgrund der kleinen Laufräder und der Kurzschwinge konstruktionsbedingt an bzw. über seine Grenzen und eignet sich kaum für Geschwindigkeiten jenseits von 130 km/h. Ebenso sind die Bremsen in Extrembedingungen überfordert. Nur im Bereich des motorisch vorgegebenen Rahmens mit maximal 16 kW (22 PS) ist die Vespa GTS daher stimmig ausgeführt, bei getunten Fahrzeugen mit bis zu 30 kW (40 PS) werden diese Grenzen aber sichtbar und es müssen ein besseres Fahrwerk und bessere Bremsen nachgerüstet werden. Andererseits ist die Vespa GTS derart komfortabel ausgelegt, dass Tagesetappen von 500 km und mehr ohne Rückenprobleme absolviert werden können. Gepäck für mehrtägige Touren kann im vorhandenen Stauraum untergebracht werden. Dieser kann mit einem Topcase, Taschen im Fußraum usw. leicht erweitert werden.
Obwohl das Helmfach für zwei Helme ausgelegt ist, fasst es nur Jethelme bestimmter Marken, die teilweise mit sanftem Druck in das Helmfach einzubringen sind. Das Tanken erfordert anfangs Fingerspitzengefühl und das Ablesen der Tankanzeige ebenso. Ein einfacher Trick dabei: den Tankdeckel aufrecht zwischen Rahmen und dem Fach unter der Sitzbank einklemmen. So gelangt kein Treibstoff ins Sitzbankfach. Weitere Schwachstellen sind ein manchmal abspringender Zündkerzenstecker, ein empfindlicher Krümmer, der eine umsichtige Montage des Auspuffes verlangt, ein bei zu viel Nässe korrodierender Druckschalter zum Öffnen des Helmfaches und ein Seitenständer, der bei sehr starker Schräglage am Asphalt schleifen kann. Das Hauptproblem ist jedoch, dass der Seitenständer bei Entlastung sofort durch Federzug einklappt. Dadurch kann das Fahrzeug schon durch leichten Wind angehoben werden, umfallen und den Lack beschädigen. Der Hauptständer hingegen ist sehr stabil. Bis zum Modell 2014 musste man den Scheinwerfer und den Tacho abbauen, um die Batterie der im Tacho integrierten Uhr zu wechseln.

## Zubehör
Es gibt eine reichhaltige Palette an Anbauteilen und Zubehör sowohl von Piaggio als auch anderen Herstellern (wie Scheiben, Gepäckträger, Topcases, Sturzrahmen usw.), um die Funktionalität der Vespa GTS an die eigenen Bedürfnisse anzupassen. Scheiben / Windschilder verringern den Winddruck, Topcases vergrößern die Transportkapazität und Sturzrahmen bieten auch einen Rammschutz beim Parken und gelten als sinnvolles Zubehör.

## Reifen
Reifen der Marken Michelin und Heidenau werden gerne genommen, ebenso Reifen von Dunlop und Metzeler. Die früher teilweise serienmäßig montierten Reifen von Sava hingegen zeigen Schwächen in Kurven und bei der Laufleistung.
Serienmäßig rollt die Vespa GTS auf Felgen der Größe 12 x 3,00 Zoll und mit Reifen der Dimension 120/70 vorne bzw. 130/70 hinten.

## Tuning
Es gibt mehrere alternative Auspuffe, die den Klang des Motors verändern. Auch Veränderungen am Getriebe sind beliebt, um die Beschleunigung zu erhöhen. Bei Änderungen am Hubraum erlischt die Betriebserlaubnis des Fahrzeuges, dennoch werden diese manchmal zur Leistungssteigerung vorgenommen. Eine sinnvolle Maßnahme ist die Montage eines kurzen Windschildes (Scheibe), um den Luftwiderstand zu verringern. Bei Sportgetrieben, die über mehr Drehzahl zwar psychologisch den Effekt einer kraftvolleren Beschleunigung vermitteln, hält sich die tatsächliche Abnahme der Beschleunigungszeit von 0,2 bis 0,5 Sekunden bei der Beschleunigung von 0 auf 50 km/h eher in Grenzen. Ebenso vermitteln Sportauspuffe über mehr Lautstärke akustisch zwar einen kräftigeren Motor, bewirken aber im mittleren Drehzahlbereich oft das Gegenteil, nämlich einen Leistungseinbruch. Durchaus sinnvoll kann aber die Kombination von Sportgetriebe und Sportauspuff sein, um den Leistungseinbruch im mittleren Drehzahlbereich wieder auszugleichen, womit man annähernd das ursprüngliche Niveau erreicht oder dieses übertrifft. Mittels Chiptuning oder Umprogrammieren des Steuergeräts lässt sich die Charakteristik des Motors ändern z. B. um den oben angesprochenen Leistungseinbruch zu kompensieren, oder das Ansprechverhalten zu verbessern. Die eigentliche Leistung verändert es in der Regel nicht. Eine Leistungssteigerung führt zum Erlöschen der Betriebserlaubnis.

## Führerschein
Wie für alle Krafträder mit 125 cm³ Hubraum ist in der EU ein Führerschein Klasse A1 nötig. Beschränkt auf Deutschland reicht die Schlüsselzahl B196 seit 2020. In Österreich darf man auch mit dem Führerschein der Klasse B ein Motorrad mit 125 cm³ fahren, wenn man in der Fahrschule ein sechsstündiges Fahrtraining (ohne Prüfung) absolviert (Code 111). In der Schweiz gibt es einen vereinfachten Zugang zur Klasse A1, wenn man die Klasse B hat: Es sind nur 8 Motorrad-Fahrstunden ohne Prüfung nötig und man erhält zusätzlich die Klasse A1. In Deutschland kann man mit dem Führerschein der Klasse 3 oder 4 eine Vespa mit einem Hubraum bis 125 cm³ fahren, sofern die Berechtigung vor dem 1. April 1980 erworben wurde.
Für eine Vespa GTS mit einem Hubraum größer 125 cm³ ist aber immer der Führerschein der Klasse A2 (Deutschland/Österreich) bzw. A beschränkt (Schweiz) oder A (DACH) erforderlich. Deutschland: Es sei denn, ein Führerschein der alten Klasse 4 wurde vor dem 1. Dezember 1954 erworben. Dieser berechtigt grundsätzlich dazu, Zweiräder ≤ 250 cm³ zu führen.